# Agence wallonne du Patrimoine
Het Agence Wallonne du Patrimoine (AWaP) is het Waalse erfgoedagentschap. Het bestaat sinds 2018 en is onderdeel van de Service Public Wallon. De zetel van het agentschap is in Namen.
Tot de taken van het AWaP behoort het beschermen van monumenten, het beheren van archeologische opgravingen, het subsidiëren en bijstaan van erfgoedbezitters, enz.
Binnen het AWaP is er een conservatie- en studiecentrum dat alle archeologische artefacten uit opgravingen samenbrengt in een opslagplaats. Tijdens de watersnood van 2021 is dit magazijn twee keer overstroomd, met dermate desastreuze gevolgen dat het behoud van de locatie wordt uitgesloten.

## Voetnoten
1. ↑  Eeuwenoude archeologische vondsten in Namen onder de modder na wateroverlast: "Jaren nodig om dit te redden", VRTNWS, 28 juli 2021